# Segunda División de Burkina Faso
La Segunda División es la segunda categoría de fútbol de Burkina Faso. La liga fue fundada en 1989 y es organizado por la Federación Burkinesa de Fútbol.
Los 2 primeros equipos asciende a Primera División de Burkina Faso.

## Equipos 2022-23

### Grupo A
- AS Koupéla
- AS Léopards
- AS Ouagadougou
- AS Téma Bokin
- Canon du Sud
- CFFEB Ouagadougou
- Étoile Africaine FC
- Faso AC
- KOZAF
- US Ouagadougou
- Santos FC
- SFC Koubri

### Grupo B
- AJEB Bobo-Dioulasso
- AS Maya
- ASEC Ouahigouya
- Bobo Sport
- Bouloumpoukou FC
- IFFAM Bobo-Dioulasso
- JC Bobo-Dioulasso
- Kiko FC
- Olympique Système
- SFC Tenakourou
- US Comoé
- US Yatenga

## Palmarés

Burkina Faso.

| Temporada | Campeón                        |
| --------- | ------------------------------ |
| 1989-90   | USFA Ouagadougou               |
| 1990-98   | No conocido                    |
| 1998-99   | US Ouagadougou                 |
| 2000      | Kiko FC                        |
| 2001      | US Comoé                       |
| 2002      | Kiko FC                        |
| 2002-03   | AS SONABEL                     |
| 2003-04   | EFPC Ouagadougou               |
| 2004-05   | Commune FC                     |
| 2005-06   | US Yatenga                     |
| 2007      | USFRAN Bobo-Dioulasso          |
| 2007-08   | JC Bobo-Dioulasso              |
| 2008-09   | AS SONABEL                     |
| 2009-10   | US Ouagadougou                 |
| 2010-11   | ASF Bobo-Dioulasso             |
| 2011-12   | JC Bobo-Dioulasso              |
| 2013      | KOZAF y USFRAN Bobo-Dioulasso  |
| 2013-14   | Bankuy Sports y ASEC Koudougou |
| 2014-15   | US Yatenga y AJE de Bobo       |
| 2015-16   | AS Police y Rahimo FC          |
| 2016-17   | Salitas FC y Bobo Sport        |
| 2017-18   | AS Douanes y ASEC Koudougou    |
| 2018-19   | KOZAF y Royal FC               |
| 2019-20   | AS Léopards y Vitesse FC       |
| 2020-21   | AS Koupéla y Kiko FC           |
| 2021-22   | Réal du Faso y Rahimo FC       |

## Títulos por club
| Club                  | Campeón | Años Campeón     |
| --------------------- | ------- | ---------------- |
| Kiko FC               | 3       | 2000, 2002, 2021 |
| AS SONABEL            | 2       | 2003, 2009       |
| US Ouagadougou        | 2       | 1999, 2010       |
| JC Bobo-Dioulasso     | 2       | 2008, 2012       |
| USFRAN Bobo-Dioulasso | 2       | 2007, 2014       |
| US Yatenga            | 2       | 2006, 2015       |
| ASEC Koudougou        | 2       | 2014, 2018       |
| KOZAF                 | 2       | 2013, 2019       |
| USFA Ouagadougou      | 1       | 1990             |
| US Comoé              | 1       | 2001             |
| EFPC Ouagadougou      | 1       | 2004             |
| Commune FC            | 1       | 2005             |
| ASF Bobo-Dioulasso    | 1       | 2011             |
| Bankuy Sports         | 1       | 2014             |
| AJE de Bobo           | 1       | 2015             |
| AS Police             | 1       | 2016             |
| Rahimo FC             | 1       | 2016             |
| Salitas FC            | 1       | 2017             |
| Bobo Sport            | 1       | 2017             |
| AS Douanes            | 1       | 2018             |
| Royal FC              | 1       | 2019             |
| AS Léopards           | 1       | 2020             |
| Vitesse FC            | 1       | 2020             |
| AS Koupéla            | 1       | 2021             |